# Zamana confusus
Zamana confusus är en fjärilsart som beskrevs av Sergius G. Kiriakoff 1962. Zamana confusus ingår i släktet Zamana och familjen tandspinnare. Inga underarter finns listade i Catalogue of Life.